# Valentina Talyzina
Valentina Illarionovna Talyzina (in russo Валентина Илларионовна Талызина?; Omsk, 22 gennaio 1935 – Mosca, 21 giugno 2025) è stata un'attrice e doppiatrice sovietica e russa.

## Biografia
Valentina Talyzina nacque ad Omsk il 22 gennaio 1935 da una famiglia di origini tatare. Durante l'infanzia si trasferì con la famiglia a Baranavičy, nell'attuale Bielorussia, a causa della guerra.
Nel 1952 studiò presso l'Istituto agrario di Omsk, scuola che lasciò soltanto due anni dopo perché ammessa all'Università russa di arti teatrali. Qui conseguì una laurea nel 1958. Negli anni successivi prese parte al Teatro Mossovet, situato a Mosca e nel 1964 aderì al PCUS.
Dopo aver recitato solo in teatro, debuttò nel mondo cinematografico nel 1963 grazie al film Čelovek, kotoryj somnevaetsja. Iniziò però solo verso la fine del decennio e agli inizi degli anni '70 ad apparire attivamente nel cinema. Alcuni suoi ruoli di successo in questi anni furono Put' v Saturn del 1967, Zigzag udači del 1968 e Stariki-razbojniki del 1971.
Nel 1976 recitò assieme a Lija Achedžakova in Equivoci di una notte di capodanno, film molto noto in tutta l'Unione Sovietica. Qui Valentina Talyzina doppiò anche l'attrice protagonista Barbara Brylska.
Nel 1985 divenne artista del popolo della RSFSR, mentre nel 2005 le venne conferita l'onorificenza dell'Ordine d'onore. Nel 2010 ricevette invece l'Ordine dell'Amicizia e nel 2017 quello al merito per la Patria di IV classe.
Nel 2004, per la sua interpretazione nella serie televisiva Linii sud'by, Valentina Talyzina ricevette il premio Aquila d'oro come migliore attrice televisiva. Nel 2007 prese parte nel film Attacco a Leningrado.
Nel 2014 l'attrice scrisse una lettera per mostrare il suo sostegno concernente l'annessione russa della Crimea. In seguito a ciò le fu vietato di entrare nel territorio ucraino, così come a molti altri artisti russi che mostrarono supporto all'annessione. Nel 2023, durante un'intervista, affermò di essere d'accordo con l'invasione dell'Ucraina da parte della Russia e rilasciò anche diverse dichiarazioni antisemite.

## Vita privata
Fu sposata col grafico Leonid Nepomnjaščij, assieme al quale ebbe una figlia, l'attrice Ksenija Chajrova. I due si separarono poco dopo la nascita della figlia.

## Filmografia parziale
- Čelovek, kotoryj somnevaetsja (Человек, который сомневается), regia di Leonid Agranovič (1963)
- Put' v Saturn (Путь в «Сатурн»), regia di Villen Azarov (1967)Leonid Danilovič Agranovič
- Konec Saturna (Конец «Сатурна»), regia di Villen Azarov (1968)
- Zigzag udači (Зигзаг удачи), regia di Ėl'dar Rjazanov (1968)
- Stariki-razbojniki (Старики-разбойники), regia di Ėl'dar Rjazanov (1971)
- Ivanov kater (Иванов катер), regia di Mark Osep'jan (1972)
- Una matta, matta, matta corsa in Russia (Невероятные приключения итальянцев в России), regia di Ėl'dar Rjazanov (1973)
- Afonia (Афоня), regia di Georgij Danelija (1975)
- Equivoci di una notte di capodanno (Ирония судьбы, или С лёгким паром!), regia di Ėl'dar Rjazanov (1975)
- Poka stojat gory (Пока стоят горы), regia di Vadim Michajlov (1976)
- Ženit'ba (Женитьба), regia di Vitalij Mel'nikov (1977)
- Gli anelli di Magozor (Кольца Альманзора), regia di Igor' Voznesenskij (1977)
- Obratnaja svjaz' (Обратная связь), regia di Viktor Tregubovič (1977)
- Portret s doždёm (Портрет с дождём), regia di Gavriil Egiazarov (1977)
- Veroj i pravdoj (Верой и правдой), regia di Andrej Smirnov (1979)
- Večernij labirint (Вечерний лабиринт), regia di Boris Bušmelёv (1980)
- Agonia (Агония), regia di Ėlem Klimov (1981)
- Bezumnyj den' inženera Barkasova (Безумный день инженера Баркасова), regia di Nikolaj Lyrčikov (1983)
- Eščё ljublju, eščё nadejus' (Ещё люблю, ещё надеюсь), regia di Nikolaj Lyrčikov (1984)
- Posle doždička v četverg (После дождичка, в четверг...), regia di Michail Juzovskij (1985)
- Genij (Гений), regia di Viktor Sergeev (1991)
- Udači vam, gospoda! (Удачи вам, господа!), regia di Vladimir Bortko (1992)
- Linii sud'by (Линии судьбы), regia di Dmitrij Meschiev (2003)
- Ironija sud'by. Prodolženie (Ирония судьбы. Продолжение), regia di Timur Bekmambetov (2007)
- Attacco a Leningrado (Ленинград), regia di Aleksandr Buravskij (2009)